# Taenaris rafaela
Taenaris rafaela är en fjärilsart som beskrevs av Hans Fruhstorfer 1905. Taenaris rafaela ingår i släktet Taenaris och familjen praktfjärilar. Inga underarter finns listade i Catalogue of Life.